# Nord (Haïti)
Nord (Haïtiaans-Creools: Nò, Nederlandse vertaling: Noord) is een van de 10 departementen van Haïti. Het heeft 1,1 miljoen inwoners op een oppervlakte van 2100 km². De hoofdstad is Cap-Haïtien. 
Het wordt begrensd door de departementen Nord-Ouest, Artibonite, Centre en Nord-Est, en door de Caribische Zee.

## Geschiedenis

### Hendrik I
In het gebied heeft koning Hendrik I van Haïti grote versterkingen aangelegd.

### Verzet
Het noorden van Haïti heeft een geschiedenis van rebellie. Zo kwam het leger van Toussaint Louverture hiervandaan. Ook was er van hieruit veel verzet tegen de bezetting van Haïti door de Verenigde Staten in de jaren '30.

## Grondgebied
Het grondgebied dat nu door het departement Nord-Est wordt ingenomen, behoorde onder de Taíno's tot het cacicazgo Marién.
Na de Haïtiaanse Revolutie is Haïti opgedeeld in drie departementen: Nord (Noord), Ouest (West) en Sud (Zuid). Deze zijn later verder opgesplitst. Van het departement Nord is eerder het departement Nord-Ouest afgesplitst, en via een wet in 1962 het departement Nord-Est. Deze wet werd echter pas vanaf de jaren '80 in de praktijk toegepast.

## Indeling
Het departement is opgedeeld in 7 arrondissementen:
1. Acul-du-Nord
2. Borgne
3. Cap-Haïtien
4. Grande-Rivière-du-Nord
5. Limbé
6. Plaisance
7. Saint-Raphaël

## Sociaal-economisch[2]

### Algemeen
De jaarlijkse bevolkingsgroei is 4,5% (urbaan), 0,4% (ruraal), totaal: 1,6%. Deze cijfers wijzen op een trek van de platteland naar de stad.

### Landbouw
Het departement bestaat voor een groot deel uit weidse vlakten. Daardoor heeft er altijd veel landbouw plaatsgevonden. Vroeger was een groot deel van het land in handen van blanke planters. Tegenwoordig wordt er veel koffie verbouwd.

### Onderwijs
In 49% van de gemeenten van het departement is de toegang tot basisonderwijs precair. Het analfabetisme in het departement bedraagt 40% voor mannen, 54% voor vrouwen, totaal: 48%.
Voor het primair onderwijs is de bruto scholingsgraad 131%, de netto scholingsgraad 67%. Deze cijfers wijzen op een grote repetitie van schooljaren. Voor het middelbare onderwijs is de bruto scholingsgraad 35% en de netto scholingsgraad 16%.
Van de inwoners van het departement heeft 40% geen enkele scholing afgemaakt, 41% het basisonderwijs, 15% het middelbaar onderwijs en 1% het hoger onderwijs.

### Gezondheid
In 33% van de gemeenten van het departement is de toegang tot basisgezondheidszorg precair. De kindersterfte bedraagt 72,2 op de 1000. In het departement lijdt 24% van de bevolking aan ondervoeding, en 7% aan ernstige ondervoeding.
In 59% van de gemeenten is de toegang tot drinkwater precair. De belangrijkste manieren om aan drinkwater te komen zijn via natuurlijke bronnen of rivieren of via een publieke waterbron.
In 40% van de gemeenten is de toegang tot riolering precair.